# Bio (Fußballspieler)
Bio, bürgerlich Williams Silvio Modesto Verísimo (* 8. März 1953 in São Paulo; † 23. Februar 2008 in Guarulhos, Gemeinde von São Paulo), war ein brasilianischer Fußballspieler.

## Karriere
Er begann seine Karriere beim Verein Associação Ferroviária de Esportes und unterschrieb 1972 einen Vertrag beim Verein SE Palmeiras. In der Saison 1974/75 stand er für den Verein EC Vitória unter Vertrag. Nach drei Jahren in Brasilien wechselte er 1975 zum katalanischen Verein FC Terrassa. Nach drei Jahren erhielt er die Staatsbürgerschaft von Spanien und aus diesem Grund beendete er seine Karriere in Katalonien. 1978 wechselte er zum Verein FC Barcelona. Mit dem Verein gewann er den Copa del Rey (1977/78) und den Europapokal der Pokalsieger (1978–1979). Im Jahr 1979 wechselte er, zusammen mit Alfredo Amarillo Kechichian und Paco Fortes, zum Verein Espanyol Barcelona. Der Vertrag hatte eine dreijährige Laufzeit, jedoch wurde er nach bereits nur einer Saison an den Verein CD Málaga ausgeliehen. In der Saison 1981/82 wurde er an den Verein CE Sabadell ausgeliehen. Nach den Jahren in Spanien kehrte er wieder nach Katalonien zurück und stand bei diversen kleinen Vereinen unter Vertrag, später ging er wieder nach Brasilien zurück und beendete dort seine Karriere. Er lebte in Armut und starb 2008 an Tuberkulose.

## Erfolge
Palmeiras
- Campeonato Brasileiro de Futebol: 1972

Barcelona
- Copa del Rey: 1977/78
- Europapokal der Pokalsieger: 1978/79